# Robert Flaherty
Robert Joseph Flaherty (1884, Iron Mountain, Michigan, EUA - 23 de Julho de 1951, Brattleboro, Vermont, EUA), foi um cineasta norte-americano.
É considerado, tal como Dziga Vertov, cineasta russo, um dos pais do filme documentário, nos primórdios do cinema directo. É o inventor da docuficção (Moana - 1926), gênero esse amplamente explorado por Jean Rouch. A docuficção é uma prática utilizada por Flaherty, de um modo mais ou menos regular, em todos os seus filmes desde Moana.
Numa das primeiras referências ao gênero, o termo documentário foi utilizado pelo jornal New York Sun num artigo do realizador britânico John Grierson, ele também um dos primeiros a cultivar esse modo de fazer  cinema. Grierson viria entretanto a trabalhar com Flaherty, que produziu e realizou em 1922 o primeiro filme documentário de longa-metragem com sucesso internacional: Nanook, o Esquimó. Este filme é considerado o primeiro em que implicitamente é aplicado o conceito de antropologia visual. 
Contemporâneo de Flaherty, o português José Leitão de Barros é, juntamente com ele, um dos pioneiros da docuficção e da etnoficção.

## Biografia
Flaherty nasceu no seio de uma família de imigrantes. O seu pai, Robert Henry Flaherty, protestante irlandês, explorador de minas e a sua mãe, Susan Klockner, católica alemã, tiveram sete filhos. Robert foi Influenciado pela profissão do pai, que ele acompanhou desde criança em várias prospecções ao extremo norte do continente americano. Entre 1910 e 1916, tornou-se também explorador, cartógrafo, geólogo e guia especializado ao serviço de Sir William McKenzie, o construtor do caminho-de-ferro transcontinental, o Canadian Northern Railway. McKenzie ter-lhe-á proposto que, na sua terceira expedição à costa oriental da Baía de Hudson (1913), filmasse o que de mais interessante visse.
A sua primeira recolha de imagens é frustrada. Impressionado em suporte de nitrato, o filme arde por causa de um morrão de cigarro. Só depois, apoiado pelos irmãos Revillon, negociantes parisienses de peles, Flaherty filma Nanook, o hábil caçador de morsas, elegendo-o como protagonista de um filme em que a realidade é reproduzida em forma de documentário. Para poder filmar dentro do igloo de Nanook, Flaherty pede-lhe para construir um bem maior que o habitual. Para poder conferir verdade a uma cena de caça, tem de filmar o caçador a arpoar morsas durante vários dias para mostrar como se apanha uma.
O sucesso comercial deste filme vale-lhe um contrato com a Paramount. Parte para a ilha de Samoa, na Polinésia, não sem exasperar os produtores: precisa de tempo para delinear uma história cujo tema central é a iniciação de um jovem à idade adulta (Moana).
Mais tarde, por sugestão de John Grierson, Flaherty envolve-se noutro projecto filmando, entre novembro de 1931 e a Primavera de 1933, os pescadores das ilhas de Aran (Homens de Aran - Man of Aran), saga heróica de quem se confronta com as forças da natureza para sobreviver.
O seu último filme de longa-metragem foi a A História de Louisiana, semidocumentário sobre a construção de um oleoduto nos pântanos de Louisiana, financiado por uma companhia petrolífera. O filme ilustra a vida de um rapaz que trabalha nesse ofício, dando relevo poético às relações humanas e ao seu enquadramento na natureza. Certos críticos acusaram-no de dissimular neste filme a exploração humana com formas lúdicas de expressão.
Robert Flaherty, Dziga Vertov e Jean Rouch são, cada um a seu modo e em enquadramentos diferentes, expoentes do documentário no século XX

## Citação
Por intermédio do cinema tento dar a conhecer um país, as pessoas que nele vivem. Faço por as tornar tão interessantes quanto possível, mais autênticas. Só me interessam personagens reais, gente que vive no local filmado porque, feitas as contas são, são elas na verdade os melhores actores. Ninguém é mais expressivo que os irlandeses, nesse aspecto incomparáveis. Os negros, muito espontâneos, são naturais em si, tal como os polinésios. Todos os povos têm a sua grandeza. Cumpre ao autor do filme descobri-la: topar o pormenor, o simples movimento que torna isso percetível. Penso que os filmes dramáticos um dia serão feitos desse modo. (Robert Flaherty)

## Filmografia
- 1922: Nanook, o Esquimó (Nanook of the North) - 50'.
- 1925: O Oleiro (The Pottery-Maker) - 14'.
- 1926: Moana (Moana: A Romance of the Golden Age) - 85'
- 1927: A Ilha dos Vinte e Quatro Dólares (The Twenty-Four Dollar Island) - 15'.
- 1931: Tabu (Tabu, a story of the south seas), co-realizado com F. W. Murnau - 81’.
- 1931: Inglaterra Industrial (Industrial Britain), co-realizado com John Grierson -.21'
- 1934: O Homem e o Mar (Man of Aran) - 76'
- 1937: O Rapaz do Elefante (Elephant Boy), co-realisação com Zoltan Korda - 85'.
- 1942: A Terra (The Land) - 43'.
- 1948: A História de Louisiana (Louisiana Story) - 77'.
- 1949: Guernica - 12' (inacabado).